# Tony Effe
Tony Effe, pseudonimo di Nicolò Rapisarda (Roma, 17 maggio 1991), è un rapper italiano.
È stato membro del collettivo Dark Polo Gang fino al 2021, anno in cui ha iniziato la sua carriera da solista.

## Biografia
Nicolò Rapisarda è nato a Roma nel 1991 ed è cresciuto nel rione Monti, nel centro storico della Capitale.
Ha cominciato la propria carriera nel mondo dello spettacolo recitando come attore bambino. All'età di quattro anni ha debuttato in Viaggi di nozze (1995) di Carlo Verdone; è comparso poi in Paparazzi (1998) di Neri Parenti, ne L'ombra del gigante (2000) di Roberto Petrocchi e in Prigioniere del cuore (2000) di Alessandro Capone.
Nel 1999 è stato il protagonista della miniserie televisiva Rai Tutti per uno, dove ha interpretato un bambino di nome Tony: da questo personaggio ha tratto poi metà del nome d'arte con cui si sarebbe fatto conoscere dal grande pubblico. "Effe" è invece un richiamo al marchio Fendi.

### 2014-2020: Dark Polo Gang
Conosce gli altri futuri componenti della Dark Polo Gang, Wayne Santana, Pyrex e Side Baby, durante l'infanzia; tutti loro iniziano col rap durante l'adolescenza. L'incontro con il produttore discografico Sick Luke li spinge a cimentarsi in maniera professionistica alla musica. Nel 2015 esce il mixtape Full Metal Dark, seguito l'anno successivo da Crack musica di Tony e Side, che, oltre alle collaborazioni degli altri due membri, contiene i featuring dei rapper Sfera Ebbasta, Izi e Traffik.
Nel 2017 viene pubblicato l'album in studio Twins di Tony e Wayne, che debutta al primo posto della Classifica FIMI Album. Nello stesso anno viene coinvolto da Gué nella collaborazione Scarafaggio, inclusa nell'album Gentleman. In seguito a un parziale cambio di formazione del gruppo, nel 2018 pubblicano l'album Trap Lovers, che raggiunge di nuovo la vetta della Classifica italiana.
L'8 maggio 2020 viene pubblicato il mixtape Dark Boys Club, in cui collabora con i rapper Salmo, Lazza, Capo Plaza, DrefGold, Anna, Massimo Pericolo, MamboLosco, Traffik e Oni One. Anch'esso raggiunge la prima posizione in classifica FIMI.

### 2021-2022:Untouchable
Nel maggio 2021 annuncia uscita del suo primo album da solista, Untouchable. L'album, che comprende collaborazioni con artisti come lo statunitense Gucci Mane, e gli italiani Guè, Side Baby, Pyrex, Tedua, Wayne Santana e Lazza, ottiene un buon successo, piazzandosi primo nella classifica italiana nella settimana di debutto. Il progetto ottiene inoltre pareri positivi dalla critica. Nei mesi seguenti vengono pubblicati i singoli Balaclava, in collaborazione con Capo Plaza, Mi piace, realizzato insieme a Sfera Ebbasta, e il remix della traccia Colpevole con Geolier. Partecipa successivamente a Marmellata, singolo del collega Wayne Santana in collaborazione con Rosa Chemical e Radical. A fine anno riceve le certificazioni platino per Untouchable e per il singolo Effe.
Nel 2022 partecipa al singolo Cadillac, in collaborazione con MV Killa e Geolier, che ottiene la certificazione platino, mentre il successivo singolo Il doc 2 con VillaBanks e Guè ottiene il disco d'oro. Collabora poi con Fred De Palma e Lazza nel brano Mala, nonché con Rose Villain nel singolo Michelle Pfeiffer , certificato disco di platino.

### 2023-presente:Icon,Festival di Sanremo 2025 ed autobiografia
Nel febbraio 2023 esce Il doc 3, ulteriore collaborazione con VillaBanks, gli Slings e MamboLosco. Collabora poi con Drillionaire e Guè in Pelota, contenuta nell'album 10 di Drillionaire. L'artista prende parte anche a un'altra canzone dello  stesso album, Fashion, in collaborazione con Anna, Lazza e Benny Benassi.
Nel marzo 2023 pubblica Boss, singolo che campiona il brano In da Club di 50 Cent, che raggiunge la terza posizione in Top Singoli e ottiene un disco di platino. Realizza successivamente il singolo Taxi sulla Luna in collaborazione con Emma; il singolo si rivela un grande successo commerciale, occupando la settima posizione della classifica FIMI settimanale e ottenendo la certificazione di triplo disco di platino. In seguito a tali successi, l'artista ha modo di eseguire diverse performance in vari festival di rilevanza nazionale, oltre che prendere parte al Love Mi, concerto di beneficenza organizzato da Fedez. Tra novembre e dicembre 2023 è protagonista di diverse collaborazioni, da 3uphon con Sfera Ebbasta e Thasup, contenuta nell'album X2VR, a Paura e delirio a Milano, traccia contenuta in Pizza Kebab Vol. 1 di Ghali, che riunisce Tony Effe, Pyrex e Side Baby.
Nel marzo 2024 esce il suo secondo album da solista, Icon, con al suo interno collaborazioni con Geolier, Simba La Rue, Tedua, Bresh, Capo Plaza, Rose Villain, Sfera Ebbasta, Ghali, Lazza, Guè, Pyrex e Side Baby. L'album esordisce direttamente in vetta alla classifica di vendite italiana, mantenendo questa posizione anche nelle settimane successive. L'album raggiunge inoltre il numero uno della Top Albums Debut Global, la classifica che misura gli stream dei dischi nelle prime 72 ore dalla pubblicazione a livello globale, escludendo gli Stati Uniti, nonché il nono posto nella Hitparade svizzera. 
Il 22 maggio 2024 viene pubblicato il singolo Sesso e samba in collaborazione con la cantante Gaia, che raggiunge la vetta della classifica singoli italiana e vince il premio FIMI al Power Hits Estate. Il brano è rimasto in vetta alla Top Singoli nazionale per 12 settimane consecutive, diventando il brano con la maggior permanenza alla prima posizione del 2024 nonché uno dei più longevi nella storia della classifica.
A settembre 2024 inizia un dissing contro Fedez e Niky Savage, che in un loro brano, Di Caprio, avevano fatto dei riferimenti proprio a lui, il quale risponde con il brano freestyle 64 barre di verità (Red Bull 64 Bars) e poi con la canzone Chiara. Il 10 dicembre aggiunge ad Icon il singolo Pezzi da 100 con Kid Yugi, mentre nel gennaio 2025 la Federazione Industria Musicale Italiana comunica che l'album è stato il più venduto del 2024.
Nel febbraio 2025 ha partecipato in gara per la prima volta al 75º Festival di Sanremo con il brano Damme 'na mano, con cui si è classificato al venticinquesimo posto al termine della manifestazione. Il 14 febbraio, nella quarta serata dedicata alle cover, ha duettato con Noemi, proponendo il brano Tutto il resto è noia di Franco Califano, classificandosi al ventunesimo posto. Il 9 maggio è stata pubblicata la versione remixata del singolo Espresso macchiato di Tommy Cash a cui ha collaborato.
Il 27 maggio pubblica con Mondadori Electa la sua autobiografia intitolata Non volevo ma lo sono.
Collabora al singolo Victoria's Secret di Rose Villain, uscito il 30 maggio, e al singolo Non basta mai di Capo Plaza e Bresh, uscito il 13 giugno. Collabora anche alla traccia Non ho +love nell'album Anno Zero di Icy Subzero, uscito il 4 luglio.

## Vita privata
Dal 2024 è legato sentimentalmente a Giulia De Lellis.
È un noto tifoso della Roma, tanto da citare spesso questa sua passione nei testi. Da ragazzino frequentava regolarmente la Curva Sud. Il suo idolo era Francesco Totti.

## Procedimenti giudiziari

### Condanne
Il 25 settembre 2021 viene resa ufficiale la sua condanna per rissa ai lavori socialmente utili in seguito a una rissa avvenuta nel 2019 fuori da un locale romano. Inoltre il rapper viene condannato a risarcire, con la somma di 40000 €, un uomo a cui aveva danneggiato la mandibola nel corso dell'evento.

### Altri casi di rissa e minaccia
Il 4 giugno 2022, dopo un'esibizione al Nameless Festival, l'artista è coinvolto in una rissa con il rapper statunitense Lil Pump, che colpisce con un pugno in seguito a delle incomprensioni nel backstage.
Il 27 marzo 2023 è stato di nuovo protagonista di una rissa quando, dopo aver ricevuto delle minacce dal rapper e pugile Ion, lo aggredisce nella platea della Milano Boxing Night all'Allianz Cloud.

## Controversie
Nel corso della sua carriera il rapper è stato accusato di incentivare e promuovere comportamenti violenti e legati alla criminalità organizzata, allo spaccio ed abuso di droga e alcol, oltre che misoginia, sessismo e incitamento alla violenza contro le donne, oltre che di razzismo e omofobia.

### Accuse di razzismo
Alla fine di novembre del 2016 si è scatenata una controversia per alcune storie pubblicate su Instagram in cui lui e Wayne Santana, all'epoca nella Dark Polo Gang, minacciavano e insultavano con epiteti razzisti il rapper di origine ghanese Bello Figo, accompagnati dall'imitazione di versi scimmieschi. In seguito il gruppo si è scusato tramite un video diffuso su rete sociale.

### Partecipazione al Tomorrow today festival
Il 15 settembre 2024 Tony Effe si è esibito al Tomorrow Today Festival a Trieste, evento volto a sensibilizzare contro la violenza di genere e a favorire la crescita dei giovani secondo valori positivi e finanziato e promosso da Neptune Eventi, Comune di Trieste, Regione Friuli Venezia Giulia e Fondazione CRTrieste. La presenza del rapper ha portato a polemiche per l'incongruenza tra lo scopo dell'evento e la presenza del rapper, accusato da parte del Consiglio Comunale e dalla Cgil di promuovere comportamenti a favore della violenza di genere.

### Concerto di Capodanno a Roma
Il 12 dicembre 2024 il sindaco di Roma e della città metropolitana Roberto Gualtieri annuncia Tony Effe, Mahmood e Mara Sattei come i tre ospiti che si esibiranno in occasione del concerto gratuito di Capodanno 2025 organizzato al Circo Massimo da Roma Capitale con il supporto di RDS. Il 16 dicembre, quattro giorni dopo l'annuncio, lo stesso Sindaco, con una comunicazione ufficiale, annuncia l'esclusione del rapper romano dalla lista delle esibizioni per il concerto. L'esclusione è avvenuta a seguito di polemiche politiche avanzate da diversi movimenti politici, quali PD, Fratelli d'Italia, Azione e Noi Moderati, così come da alcune associazioni, che hanno definito i testi di Tony Effe "sessisti e misogini".
Immediatamente dopo la comunicazione dell'esclusione del rapper dal concerto di Capodanno, in segno di solidarietà, anche i colleghi Mahmood e Mara Sattei comunicano la loro non partecipazione all'evento. Ne conseguono una serie di messaggi di sostegno verso il rapper da parte di altri esponenti del mondo musicale italiano, tra cui Emma, Lazza, Jovanotti, Noemi e Giorgia, accusando il sindaco Gualtieri di "censura". Lo stesso sindaco risponde alle accuse dichiarando che "Roma Capitale non censura nessuno. [...] Roma è e resta una città aperta e libera, [...] difenderemo sempre la pluralità delle idee e non imponiamo né controlliamo opinioni".
In risposta alle azioni intraprese contro di lui, Tony Effe organizza un "contro concerto" di Capodanno presso il Palaeur di Roma, mettendo in vendita i biglietti a soli 10 euro. Il concerto ha registrato il tutto esaurito e il relativo incasso è stato devoluto alla Croce Rossa per "progetti educativi dei giovani".

## Discografia

### Da solista
- 2021 – Untouchable
- 2024 – Icon

### Con la Dark Polo Gang
Album in studio
- 2017 – Twins
- 2018 – Trap Lovers
- 2020 – Dark Boys Club

Raccolte
- 2017 – Trilogy

## Partecipazioni a manifestazioni canore
- Festival di Sanremo (Rai 1)
  - 2025 – 25º posto sezione "Campioni" con Damme 'na mano

## Tournée
- 2024 – Icon Tour

## Filmografia

### Cinema
- Viaggi di nozze, regia di Carlo Verdone (1995)
- Paparazzi, regia di Neri Parenti (1998)
- L'ombra del gigante, regia di Roberto Petrocchi (2000)

### Televisione
- Tutti per uno – serie TV, regia di Vittorio de Sisti (1999)
- Prigioniere del cuore, regia di Alessandro Capone (2000)
- Ma il portiere non c'è mai? – serie TV, regia di Carlo Corbucci, Rossano Mancin e Pipolo (2002)

## Opere
- Non volevo ma lo sono, Mondadori Electa, 2025, ISBN 978-889-184500-9.